# La Passion de la glace
Série
Le Feu sur la glace 2 : En route vers la gloire
(2006) Duo de glace, duo de feu
(2010)
Pour plus de détails, voir Fiche technique et Distribution.
La Passion de la glace ou Le Feu sur la glace au Québec (The Cutting Edge 3: Chasing the Dream) est un téléfilm américain de comédie dramatique réalisé par Stuart Gillard et diffusé le 16 mars 2008 sur ABC Family.

## Synopsis
Zack Conroy est un patineur artistique d'exception, un compétiteur brillant qui brave les risques dans sa quête de perfection. Sa partenaire (et ex-copine, ils ont rompu et leur relation est devenu purement médiatique) se blesse à la suite d'une chute et Zack se retrouve à la recherche d'une nouvelle partenaire. Ce sera Alexandra Delgado, une très belle joueuse de hockey sur glace qui est passionnée pour le patin depuis qu'elle est petite et qui s'avère être très talentueuse. Entre les deux, la tension monte et les étincelles fusent, ils s'attachent l'un à l'autre mais luttent contre leurs sentiments - à la fois sur et en dehors de la glace. Alors que l'improbable duo poursuit un rêve impossible de victoire aux championnats du monde qui se déroulera à Paris avec les deux autres duos de patineurs artistiques, rien ne semble pouvoir les arrêter si ce n'est l'amour qui naîtra entre eux.

## Fiche technique
- Réalisation : Stuart Gillard
- Scénario : Randall M. Badat, d'après une histoire de Susan Estelle Jansen (en) et Randall M. Badat
- Société de production : Metro-Goldwyn-Mayer

## Distribution
- Matt Lanter : Zach Conroy
- Francia Raisa : Alexandra « Alex » Delgado
- Ben Hollingsworth : Jason Bright
- Alycia Purrott : Misha Pressel
- Christy Carlson Romano : Jackie Dorsey-Harrison
- Sarah Gadon : Celeste Mercier
- Luis Oliva : Bobby Delgado
- Stefano Colacitti : Bryan Hemmings